# Patty Mullen
Patty Mullen es una actriz y modelo estadounidense, nacida en Staten Island, Nueva York. Protagonizó la película de culto de 1990 Frankenhooker y la película de 1987 Doom Asylum. La carrera como modelo de Mullen comenzó con su primera aparición en Penthouse. Fue Pet del Mes de Penthouse en agosto de 1986 y Pet del Año en 1988.

## Filmografía
- Doom Asylum (1987) – Kiki LaRue
- Frankenhooker (1990) – Elizabeth Shelley

## Televisión
- The Equalizer (1989 Temporada 4 Episodio 19) – Teresa